# Asprenas
Asprenas is een geslacht van Phasmatodea uit de familie Phasmatidae. De wetenschappelijke naam van dit geslacht is voor het eerst geldig gepubliceerd in 1875 door Carl Stål.

## Soorten
Het geslacht Asprenas omvat de volgende soorten:
- Asprenas brunneri (Stål, 1875)
- Asprenas crassipes Redtenbacher, 1908
- Asprenas dubius Carl, 1915
- Asprenas effeminatus Carl, 1913
- Asprenas femoratus Stål, 1875
- Asprenas gracilipes Redtenbacher, 1908
- Asprenas impennis Carl, 1913
- Asprenas sarasini Carl, 1915
- Asprenas spiniventris (Sharp, 1898)